# سليمان بدر الدين
سليمان بدر الدين بن داود كان الإمام السادس والعشرون والأخير من أتباع الإسماعيلية الحافظية. مثل والده، أمضى معظم حياته منذ صغره أسيرًا في أيدي الحكومة الأيوبية. تُوفي على ما يبدو دون أن يترك أبناء، وبذلك انتهت سلسلة أئمة الحافظية وسلالة الفاطميين.

## الحياة
ألغى صلاح الدين الأيوبي في عام 1171 م الخلافة الفاطمية؛ بعد موت العاضد حيث أطاح بالعائلة الفاطمية وأسرهم. وفي أعقاب ذلك، سجن صلاح الدين وخلفاؤه الأيوبيون الأعضاء الباقين على قيد الحياة من سلالة الفاطميين، بما في ذلك الوريث الفاطمي داوود الحامد لله، الذي كان لا يزال معترفًا به من أتباع الإسماعيلية الحافظية باعتباره إمامهم الشرعي. فشلت سلسلة من المؤامرات والانتفاضات المؤيدة للفاطميين في سبعينيات القرن الثاني عشر في الإطاحة بالنظام الأيوبي الجديد، وقضى داود كل حياته في السجن منذ ولاته وحتى وفاته في عام 1207-1208 م.
وعلى الرغم من الفصل بين السجناء الذكور والإناث، يبدو أن داوود نجح في إنجاب ولدين أحدهما سليمان، الملقب ببدر الدين، وهو الأكبر. وبمجرد أن حملت به أمه، قيل إنها هربت إلى صعيد مصر، حيث استمرت المشاعر المؤيدة للفاطميين، وحيث وُلد ابنها. وفي وقت لاحق، على الأرجح في عهد السلطان الأيوبي الكامل (حكم. 1218–1238 م)، قُبض على سليمان واحتُجز في قلعة القاهرة، حيث كان بقية أفراد العشيرة الفاطمية في السجن أيضًا.
توفي سليمان في عام 1248، على ما يبدو دون أن يكون له أبناء، وبذلك انتهت السلسلة الفاطمية المباشرة. وزعم بعض أنصار الإسماعيلية أن له ابنًا مخفيًّا، مكررين بذلك المثل الشائع عن «الإمام الغائب». وفي وقت متأخر من عام 1298، ظهر في صعيد مصر مدعي يدعي أنه داود ابن سليمان، ولكن بحلول هذا الوقت كان الإسماعيليون قد انحصروا في جيوب صغيرة معزولة، اختفت آخر آثارهم في القرن الرابع عشر.